# Боксит
Боксит је руда алуминијума који се претежно састоји од алуминијумових хидроксида. У свом саставу садржи још и силицијум диоксид, оксиде и хидроксиде гвожђа. Најчешће је црвене боје, ситнозрнаст. У највећим количинама настаје на месту оксидовања алуминосиликатних стена у топлим крајевима. Користи се и у металургији као и за израду материјала отпорних на ватру и брзо стврдњавајућих цемента. Модификација боксита је латерит.
Боксит се углавном састоји од алуминијумских минерала гибзита, бемита (γ-AlO(OH)) и дијаспоре (α-AlO(OH)), помешаних са два оксида гвожђа гетит (FeO(OH)) и хематит, минерал алуминијумске глине каолинит и мале количине анатазе и илменита ( или ). Изглед боксита је без сјаја и црвенкасто-смеђе, беле или смеђе боје.
Године 1821. француски геолог Пјер Бертије открио је боксит у близини села Лес Бо у Прованси, у јужној Француској.

## Формација
Предложене су бројне шеме класификације за боксит, али према подацима из 1982. године консензус није остварен.
Вадаз (1951) је разликовао латеритне боксите (силикатне боксите) од крашких руда боксита (карбонатних боксита):
- Карбонатни боксити се претежно јављају у Европи, Гвајани, Суринаму и Јамајци изнад карбонатних стена (кречњак и доломит), где су настали латеритским трошењем и резидуалним акумулацијом интеркалираних слојева глине – диспергованих глина које су се концентрисале како су се окружујући кречњаци постепено растварали током хемијског трошења.
- Латеритски боксити се углавном налазе у тропским земљама. Настали су латеритизацијом различитих силикатних стена као што су гранит, гнајс, базалт, сијенит и шкриљац. У поређењу са латеритима богатим гвожђем, формирање боксита још више зависи од интензивних временских услова на локацији са веома добром дренажом. Ово омогућава растварање каолинита и таложење гибзита. Зоне са највећим садржајем алуминијума се често налазе испод гвозденог површинског слоја. Алуминијум хидроксид у латеритним наслагама боксита је скоро искључиво гибзит.

У случају Јамајке, недавна анализа земљишта показала је повишене нивое кадмијума, што сугерише да боксит потиче из недавних миоценских наслага пепела из епизода значајног вулканизма у Централној Америци.

## Распрострањење
Бокситно рударство је најраспрострањеније у Аустралији - њен удео у светској продукцији 1995. године износио је чак 39%. Највећа лежишта, са великом концентрацијом алуминијум оксида (до 60%), се експлоатишу у рејону Веипа који лежи на Карпентаријском заливу, а мања у рејону Перт.
Преко 30% светске продукције боксита се добија у Латинској Америци, посебно на Јамајци (9,9%) и у Бразилу (8%), а такође и у Венецуели, Суринаму и Гвајани. У Африци велики произвођач боксита је Гвинеја (12% светске производње). У Србији руде боксита има на Косову и Метохији. Удео осталих држава износи мање од 20%, а међу њима су између осталих Кина, Индија, Русија, Казахстан. У Европи највише боксита се добија у Грчкој (1,7%) и у Мађарској (1%).
| Земља             | Продукција | Резерве    |
| [[]]Реч           | 327.000    | 30.000.000 |
| ----------------- | ---------- | ---------- |
| Аустралија        | 86.400     | 6.000.000  |
| Кина              | 79.000     | 1.000.000  |
| Гвинеја           | 57.000     | 7.400.000  |
| Бразил            | 29.000     | 2.600.000  |
| Индија            | 23.000     | 660.000    |
| Индонезија        | 11.000     | 1.200.000  |
| Јамајка           | 10.100     | 2.000.000  |
| Русија            | 5.650      | 500.000    |
| Казахстан         | 5.000      | 160,000    |
| Вијетнам          | 4.100      | 3.700.000  |
| Саудијска Арабија | 3.890      | 200.000    |
| Грчка             | 1.800      | 250.000    |
| Гвајана           | 1.700      | 850.000    |
| [[]]Друге земље   | 9.000      | 3.740.000  |

У новембру 2010. Нгујен Тан Зунг, премијер Вијетнама, најавио је да би вијетнамске резерве боксита могле износити укупно 11.000 Mt (11 билиона kg); ове би биле највеће на свету.

## Обрада
Боксит се обично површински експлоатише јер се скоро увек налази близу површине терена, са мало или без наслага јаловине. Према подацима из 2010, отприлике 70% до 80% светске производње сувог боксита прерађује се прво у глиницу, а затим у алуминијум електролизом. Бокситне стене се обично класификују према њиховој намераваној комерцијалној примени: металуршке, абразивне, цементне, хемијске и ватросталне.
Обично се руда боксита загрева у посуди под притиском заједно са раствором натријум хидроксида на температури од 150—200 °C (302—392 °F). На овим температурама, алуминијум се раствара као натријум алуминат (Бајеров процес). Једињења алуминијума у бокситу могу бити присутна као гибзит, бемит (AlOOH) или дијаспора (AlOOH); различити облици алуминијумске компоненте ће диктирати услове екстракције. Нерастворени отпад, јаловина боксита, након екстракције алуминијумских једињења, садржи оксиде гвожђа, силицијум диоксид, калцијум оксид, титанијум диоксид и нешто нереаговане глинице. После одвајања остатка филтрирањем, чисти гибзит се исталожи када се течност охлади, а затим се засеје ситнозрнастим алуминијум хидроксидом. Гибзит се обично претвара у алуминијум оксид, , загревањем у ротационим пећима или флуидним флеш калцинаторима на температуру већу од 1.000 °C (1.830 °F). Овај алуминијум оксид се раствара на температури од око 960 °C (1.760 °F) у растопљеном криолиту. Затим, ова растопљена супстанца може да произведе метални алуминијум пропуштањем електричне струје кроз њега у процесу електролизе, који се назива Хoл-Хероултов процес, назван по америчким и француским откривачима.
Пре проналаска овог процеса, и пре Девиловог процеса, руда алуминијума је рафинисана загревањем руде заједно са елементарним натријумом или калијумом у вакууму. Метода је била компликована и трошила је материјале који су у то време сами по себи били скупи. Ово је учинило рани елементарни алуминијум скупљим од злата.

## Поморска безбедност
Као расути терет, боксит је терет Групе А који може постати течaн ако је прекомерно влажан. Укапљивање може изазвати брзо померање терета унутар складишта и учинити брод нестабилним, потенцијално потопити брод. Један такав брод за који се сумња да је потопљен због овог проблема био је МС Балк Јупитер 2015. године. Једна метода која може да демонстрира овај ефекат је Кан тест, у коме се узорак материјала ставља у цилиндричну конзерву и удара о површину много пута. Ако се у конзерви формира влажна каша, онда постоји вероватноћа да се терет растопи; иако супротно, чак и ако узорак остане сув, то недвосмислено не доказује да ће тако остати, или да је безбедан за утовар.

## Извор галијума
Боксит је главни извор ретког метала галијума.
Током прераде боксита у глиницу у Бајеровом процесу, галијум се акумулира у течности натријум хидроксида. Из овога се може екстраховати разним методама. Најновија је употреба јоноизмењивачке смоле. Остварљива ефикасност екстракције критично зависи од првобитне концентрације у бокситу. При типичној улазној концентрацији од 50 ppm, око 15 процената садржаног галијума се може екстраховати. Остатак се јавља у токовима црвеног муља и алуминијум хидроксида.